# L'Estréchure
L'Estréchure este o comună în departamentul Gard din sudul Franței. În 2009 avea o populație de 174 de locuitori.

## Evoluția populației
| An        | 1975 | 1982 | 1990 | 1999 | 2006 | 2009 |
| --------- | ---- | ---- | ---- | ---- | ---- | ---- |
| Populație | 158  | 150  | 140  | 143  | 159  | 174  |